# Uttleya marwicki
Uttleya marwicki är en snäckart som beskrevs av Powell 1952. Uttleya marwicki ingår i släktet Uttleya och familjen purpursnäckor. Inga underarter finns listade i Catalogue of Life.